# Enrico Franco
Enrico Vincenzo Mario Franco (Niscemi, 5 giugno 1906 – Torino, 10 marzo 1941) è stato un militare italiano, insignito della medaglia d'oro al valor militare alla memoria nel corso della seconda guerra mondiale.

## Biografia
Nacque a Niscemi, provincia di Caltanissetta, il 5 giugno 1906, figlio di Nicola e Marianna Rizzo.
Frequentato presso l'Università di Napoli il biennio di matematica nella facoltà di ingegneria, nel 1927 fu arruolato nel Regio Esercito per prestare servizio militare di leva nell'arma di artiglieria come sottotenente di complemento nel 7º Reggimento artiglieria campale, ma rinunciò al grado per entrare alla Regia Accademia Militare di Artiglieria e Genio di Torino. Nominato sottotenente in servizio permanente effettivo nel 1929, dopo la frequenza presso la Scuola di applicazione d'arma venne destinato in servizio, con il grado di tenente al 6º Reggimento artiglieria campale. Nell'aprile 1936 e trasferito al 45º Reggimento artiglieria, e partì per la Libia col I Gruppo mobilitato per esigenze legate alla situazione in Africa Orientale. Rientrato in Patria dopo pochi mesi, nel gennaio 1937 contrasse matrimonio a Torino con Marisa Corrado, e venne destinato al 1º Reggimento artiglieria da montagna con il grado di capitano, conseguito nel gennaio 1938. Dopo avere partecipato, dal 10 giugno 1940, alle operazioni di guerra svoltesi alla frontiera occidentale contro la Francia, fu trasferito al 3º Reggimento artiglieria da montagna, con il quale il 13 febbraio 1941 partì per l'Albania.